# Маргарита Савойська (1439—1483)
Маргарита Савойська (фр. Marguerite de Savoie, італ. Margherita di Savoia), ( квітень 1439 —  9 березня 1483) — принцеса з Савойського дому, донька герцога Савої Людовика I та кіпрської принцеси Анни де Лузіньян, дружина маркіза Монтферрату Джованні IV, згодом — П'єра II Люксембурга.

## Біографія
Маргарита народилась у квітні 1439 року в Турині. Вона була шостою дитиною та другою донькою в родині Савойського герцога Людовика I та його дружини Анни Лузіньян.
У віці 19 років взяла шлюб із 45-річним герцогом Монтферрату  Джованні IV. Весілля відбулося у грудні 1458 в Казале. Посаг нареченої становив 100000 скуді. Савоя натомість отримувала міста Трино, Морано-суль-По, Борго-Сан-Мартіно та Момбаруццо. Дані щодо дітей подружжя протирічні. Деякі джерела вказують на те, що шлюб був бездітним. За іншими даними, пара мала єдину доньку. Не зважаючи на родинні зв'язки, Джованні не мав наміру вести просавойську політику та підтримував бунтівних графів проти свого тестя. Маркіз пішов з життя наприкінці січня 1464.
За два роки Маргарита отримала пропозицію від сина коннетабля Франції, П'єра де Люксембурга. Його батько в цей же час вирішив пошлюбити молодшу сестру Маргарити — Марію. Весілля відбулося 12 липня 1466 року. У подружжя народилося п'ятеро дітей.
1475 тесть Маргарити, Людовік Люксебург був звинувачений у зраді, страчений, а його землі конфісковані. Наступного року у битві під Муртеном загинув старший брат її чоловіка, після чого П'єр Люксембург успадкував землі, що належали їхній матері, — Марль та Суассон. Маргарита стала графинею-консортом цих територій. А в 1477 П'єр домігся повернення частини батьківських земельː Сен-Поля, Брієнна та Руссі.
Графа не стало у жовтні 1482. Маргарита пережила його на п'ять місяців. Вона пішла з життя 9 березня 1483 у Брюгге.

## Родина
Чоловік — Джованні IV
Діти:
- Єлена Маргарита (1459—1496) — дружина Вікторина з Подебрад, князя Мюнстерберзького,[2] дітей не мала.

Чоловік — П'єр де Люксембург
Дітиː
- Луї (помер молодим);
- Клод (помер молодим);
- Антуан (помер молодим);
- Марія (бл.1472—1547) — дружина Жака Савойського, графа Ромону, згодом — графа Франсуа Вандомського, мала семеро дітей від обох шлюбів;
- Франсуаза (?—1523) — дружина герцога Філіпа Клеве-Равенштайн, дітей не мала.